# Bienotherium
Bienotherium — це вимерлий рід цинодонтів з ранньої юри Китаю. Попри свій розмір, він тісно пов'язаний з Lufengia і є найбільшим тритилодонтом з формації Lufeng в Китаї.
Bienotherium мав чотири різці, без іклів і задні корінні зуби, які він використовував для жування твердого рослинного матеріалу.

## Опис
Бієнотерій визначається як великий і міцний порівняно з іншими тритилодонтами.